# Naujac-sur-Mer
Naujac-sur-Mer är en kommun i departementet Gironde i regionen Nouvelle-Aquitaine i sydvästra Frankrike. Kommunen ligger i kantonen Lesparre-Médoc som tillhör arrondissementet Lesparre-Médoc. År 2022 hade Naujac-sur-Mer 1 102 invånare.

## Befolkningsutveckling
Antalet invånare i kommunen Naujac-sur-Mer
Referens:INSEE